# Willard Van Dyke
Willard Van Dyke (* 5. Dezember 1906 in Denver, Colorado; † 23. Januar 1986 in Jackson, Tennessee) war ein US-amerikanischer Fotograf und bedeutender Filmemacher.

## Leben
Geboren 1906 in Denver, wuchs Willard Van Dyke auf einer Farm auf; später zog er nach Kalifornien, wo ihm zunächst sein Vater und, ab 1928, Edward Weston die Photographie beibrachten.

## Werk
1932 gründete er zusammen mit Imogen Cunningham, John Paul Edwards, Ansel Adams, Henry Swift, Sonya Noskowiak und Edward Weston die Gruppe f/64, die sich recht dogmatisch für eine Fotografie einsetzte, die durch größtmögliche Schärfentiefe (symbolisiert durch den Namen der Gruppe, der eine sehr kleine Blendenöffnung anzeigt) und maximale Detailgenauigkeit gekennzeichnet war.
Zunächst befasste sich Van Dyke mit abstrakten und schönen Motiven, jedoch, durch die Weltwirtschaftskrise beeinflusst, wandte er sich schon 1935 von der Photographie ab und zog nach New York, um Dokumentarfilme zu drehen. Er trat wenig später Frontier Films bei. Sein Film The City, den er 1938 mit Ralph Steiner drehte, wurde zwei Jahre lang auf der ersten New York World's Fair gezeigt. Während des Zweiten Weltkrieges produzierte er hauptsächlich Propagandafilme (z. B. The Bridge), kehrte jedoch bald wieder zu Dokumentarfilmen zurück. 1947 beendete er seinen Film über Edward Weston The Photographer. Seine Filme zeigen hauptsächlich die Probleme der Arbeiterklasse in Amerika und gelten noch heute als cinematische Meisterwerke und wertvolle Dokumentation der Verhältnisse in Amerika.
Zwischen 1964 und 1974 war er Direktor der Filmabteilung des Museum of Modern Art in New York.

## Filmografie
Regisseur
- 1934: Hands (Kurzfilm)
- 1939: The City (Kurzfilm)
- 1940: Valley Town (Dokumentarfilm)
- 1947: To Hear Your Banjo Play (Kurzfilm)
- 1947: Journey Into Medicine (Dokumentarfilm)
- 1948: The Photographer (Kurzfilm)
- 1950: Choosing for Happiness (Kurzfilm)
- 1950: This Charming Couple (Kurzfilm)
- 1953: American Frontier (Kurzfilm)
- 1961–1965: The Twentieth Century (TV-Serie – 5 Episoden)
- 1963: So That Men Are Free (Dokumentarfilm)

Kamera
- 1938: The River (Kurzfilm)
- 1943: This Is Tomorrow (Kurzfilm)
- 1954: The Lonely Night (Dokumentarfilm)

Produzent
- 1947: To Hear Your Banjo Play (Kurzfilm) (Co-Produzent)
- 1948: The Photographer (Kurzfilm)
- 1953: American Frontier (Kurzfilm)
- 1954: The Lonely Night (Dokumentarfilm)
- 1976: Nanook of the North (Dokumentarfilm) (Supervisor: International Film Seminars)